# Justice climatique

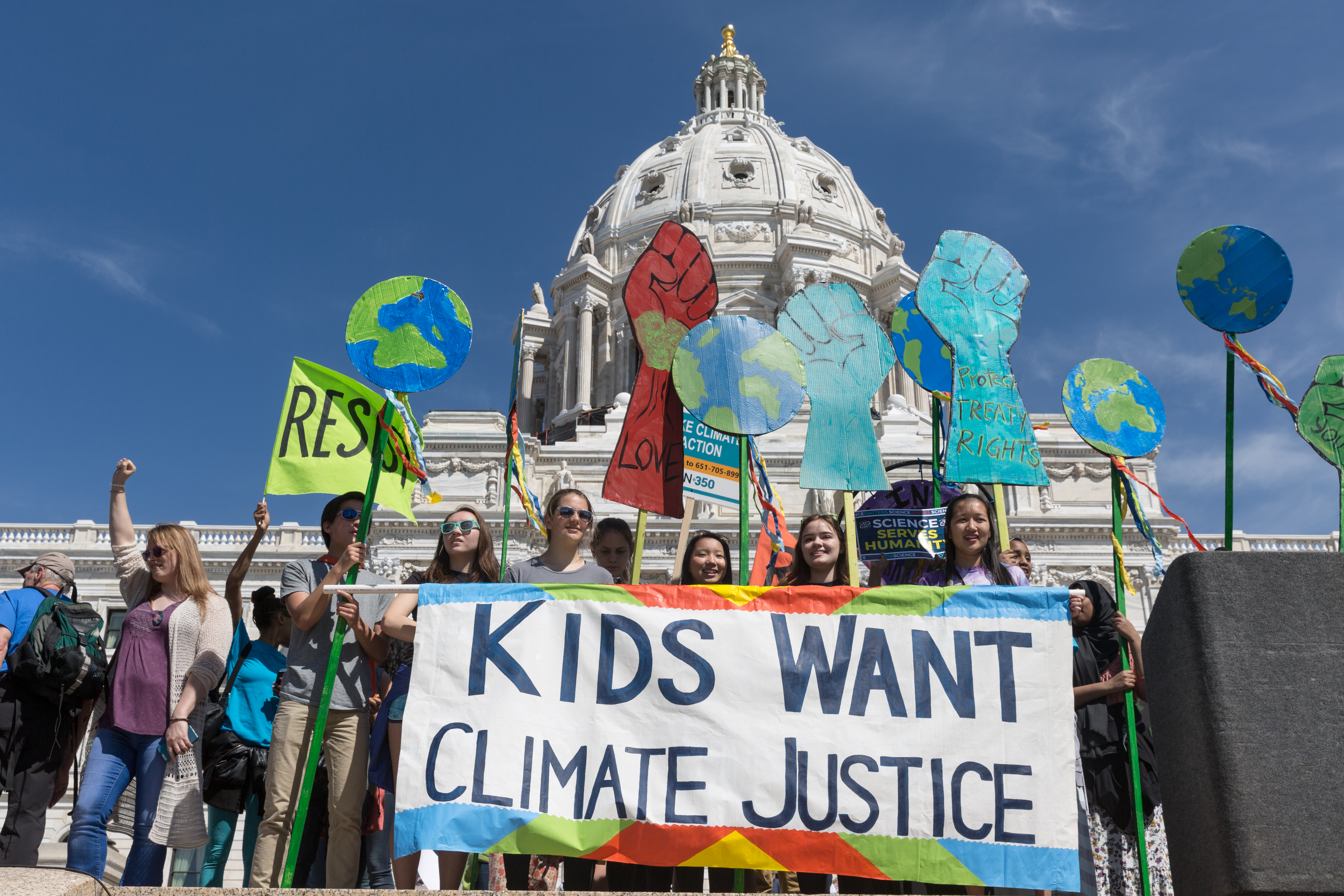
Manifestation d'enfants pour la justice climatique.

La notion de justice climatique désigne les approches éthiques, morales, judiciaires et politique de la question de l'égalité face au dérèglement climatique, plutôt que les approches uniquement environnementales ou physiques.
Elle est aussi utilisée pour désigner les plaintes et actions juridiques déposées pour action insuffisante contre le changement climatique et pour l'adaptation.
Entre 2006 et 2019, plus de 1 300 plaintes relatives au climat ont été déposées dans une trentaine de pays, parfois par des enfants. Les accusés étaient surtout des gouvernements, mais ces actions en justice visent de plus en plus de grandes entreprises fortement émettrices de gaz à effet de serre.

## Histoire des plaintes déposées pour la défense du climat
Ce phénomène émerge au début des années 2000[réf. nécessaire]. L'universitaire Christel Cournil distingue trois catégories d'affaires relevant de la justice climatique :
- les procès contre les États, du type de l'Affaire du siècle, qui dénoncent leur non-respect de la trajectoire de réduction des gaz à effet de serre qu'ils se sont fixée, ou bien qui attaquent des autorisations données par des États à des projets jugés « climaticides » (autoroutes ou aéroports par exemple) : il s'agit d'« une approche préventive », avec pour objectif non pas de demander une indemnisation, « mais d'enjoindre à l'État d'agir pour le futur en prenant les mesures nécessaires, en l'occurrence dans l'Affaire du siècle, de faire cesser les émissions » ;
- les procès à l'encontre d'entreprises, en particulier des pétroliers comme Shell ou Total (assigné en justice pour manquement à son devoir de vigilance en Ouganda), pour les obliger à s'aligner sur la trajectoire de 1,5 °C de réchauffement par rapport à l'ère préindustrielle, fixée par l'accord de Paris sur le climat ;
- les procès menés contre les activistes qui se mettent dans l'illégalité au nom de la lutte contre le réchauffement climatique, par exemple les « décrocheurs de portraits » d'Emmanuel Macron[4].

Les plaignants invoquent les principes de négligence et/ou de responsabilité délictuelle (la branche du droit qui régit les cas de personnes causant injustement un préjudice à autrui. Dans certains pays le principe de précaution peut aussi être invoqué.
De 2000 à 2008, le nombre de plaintes passe de quelques dizaines (époque où les chances que ces plaintes aboutissent en faveur des plaignants sont jugées encore faibles par de nombreux juristes) à des centaines puis milliers de plaintes déposées de par le monde sur un sujet tout à fait nouveau pour les tribunaux.
Certains juristes comme T.D Lytton (2007) comparent alors ces plaintes avec celles qui émergent pour forcer les élus à prendre des décisions face à l'industrie du tabac, ou contre les armes à feu permettant les tueries en milieu scolaire et les fusillades de masse (mais contre lesquelles le lobby des armes (National Rifle Association of America) bloque la plupart des tentatives de réglementation aux États-Unis), ou face aux crimes sexuels commis par des membres du clergé (antérieurement rarement punis malgré un corpus réglementaire existant) et ce, malgré la demande sociale dans ces 3 cas . Beaucoup de commentateurs pensent encore que ces actions ne déboucheront que sur peu de résultats, notamment aux États-Unis où le climatoscepticisme est alors très prégnant, mais d'autres estiment que ce type de procès a des résultats imprédictibles ; si les juges sont moins bien armés que les Agences d'État en termes d'expertise sur le sujet du climat, ils disposent d'un nombre croissant de rapports du GIEC, basés sur les sciences du climat, et chacun plus clair et affirmatif que le précédent sur la part de responsabilité de l'homme dans le dérèglement climatique et sur l'ampleur et la gravité des risques à venir). Le juriste H.M Osofsky, qui a publié plusieurs analyses à ce sujet, y voit un dialogue nouveau au sein d'un Pluralisme juridique.
Dans les années 2010, ce nombre croissant de poursuites judiciaires a quelques effets directs sur la réglementation, et indirectement sur le comportement de certaines entreprises et sur l'opinion publique, ainsi que sur la gouvernance des régulations internationales de l'énergie et des émissions de gaz à effet de serre
En 2017, alors que les émissions de CO2 n'ont pas cessé de croitre malgré les engagements internationaux, un rapport du Programme des Nations unies pour l'environnement a recensé 894 actions judiciaires en cours dans le monde.
En 2019, une étude en a recensé 1328 déposées dans 28 pays entre 1990 (époque de la préparation du premier Sommet de la Terre) et 2019, par des citoyens et ONG et parfois par des enfants. Plus des 2/3 de ces plaintes ont été déposées devant la justice des États-Unis puis de l'Australie, mais récemment le nombre de plaintes déposés dans des pays émergents comme le Pakistan et l'Ouganda sont aussi en hausse. La plupart de ces actions en justice ont été déposées après 2006. Dès 2015 (à l'occasion de la COP21) apparaissent un grand nombre de manifestations citoyennes en faveur d'une protection urgente et effective du climat et en 2018, débute le mouvement des jeunes pour le climat.
L'étude faite par des chercheurs anglais en sciences économiques et politiques, relayée par la revue Nature, a cherché à quantifier le phénomène. Les auteurs notent que depuis 2006, les plaintes s'appuient de plus en plus sur les «sciences d'attribution» qui recherchent des liens de causalité entre les activités humaines et le changement climatique (et en particulier certains phénomènes météorologiques extrêmes) et entre dérèglement climatique et préjudices pour l'homme, les écosystèmes et la biodiversité. Les auteurs signalent que sur les 1328 poursuites en justice recensées par les auteurs, quelques-unes ne visent pas à protéger le climat, mais au contraire « cherchent à saper les efforts déployés pour lutter contre le changement climatique ». Toutes ces plaintes sont généralement déposées devant des tribunaux nationaux et parfois supranationaux.
Au 1er juillet 2020, le Programme des Nations unies pour l'environnement décompte au moins 1 550 contentieux climatiques dans 38 pays, dont 1 200 aux États-Unis : ce total a presque doublé en trois ans.
Le 28 août 2023, le Comité des droits de l'enfant des Nations unies qualifie dans l'observation générale n° 26 la dégradation de l'environnement et la crise climatique, de « forme de violence structurelle à l'encontre des enfants ». Il demande aux États de permettre aux enfants d'accéder plus facilement à la justice.

## Description
La justice climatique établit un lien entre les effets du changement climatique et les concepts de justice, en particulier la justice environnementale et la justice sociale.
Cela inclut l'examen de questions telles que l'égalité sociale, les droits de l'homme, les droits fondamentaux et collectifs, le droit des générations futures et les responsabilités historiques en matière de changements climatiques.
Une proposition fondamentale de la justice climatique est que ceux qui sont les moins responsables du changement climatique en subissent les conséquences les plus graves.
La question de la justice climatique s'intègre parfois dans d'autres revendications. Elle est ainsi présente dans les revendications du mouvement des Gilets jaunes en France, qui dénoncent l'absence de taxation sur les carburants fossiles (kérosène, fioul lourd) utilisés dans les secteurs polluants tels que le transport aérien ou maritime. Nicolas Hulot, ministre de la Transition écologique et solidaire au début du mandat d'Emmanuel Macron, déclare le 22 novembre 2018 : « Les gens savent que le kérosène des avions n'est pas taxé, que le fioul lourd des cargos n'est pas taxé. Pas besoin d'être un Gilet jaune pour s'en indigner. ».
Ainsi, les critiques visant les exemptions fiscales accordées à certains secteurs polluants trouvent un écho dans l’analyse de Frédéric-Paul Piguet. En effet, comme l’explique F-P Piguet « Il convient de parler d’interdiction de nuire à autrui, à sa lignée, à sa communauté politique et à l’humanité à venir ». 
Cette interdiction de nuire entre en résonance avec l’indignation que l’on peut ressentir face aux injustices criantes d’un système où l’économique prime sur l’éthique. Dans un monde où presque tout est régi par la logique financière, il devient profondément choquant de constater que les plus pollueurs sont aussi souvent les moins contraints. Une taxe carbone imposée aux plus riches n’affecte que marginalement leur comportement, car leur capacité financière leur permet d'absorber ce coût sans en modifier leurs pratiques. Surtout, ce déséquilibre soulève une question fondamentale : comment justifier qu’il suffise de payer pour obtenir le droit de nuire à autrui par la destruction de la biosphère ? L’idée même que la participation à un dommage majeur puisse être monnayée est une négation du principe d’interdiction de nuire et trahit une vision du monde où l’argent rachèterait tout acte irresponsable.
Nous devons penser la réduction des émissions à partir du respect de la dignité humaine et du bien commun. Dans une société, les décisions doivent viser l’aimance et la liberté. Cette approche se base sur deux principes de justice différents dans leur conception : l’égalité de droit et la distribution proportionnée. Le principe d’égalité de droit, basé sur l’égalité arithmétique, interdit, notamment, de nuire à autrui, y compris par négligence ou de façon indirecte. Il offre un cadre juridique universel de protection contre les dommages, et s’avère plus pertinent pour encadrer les objectifs de réduction des émissions de GES.
Le principe de distribution proportionnée, fondé sur l’égalité géométrique, vise à la répartition des biens ou nuisances selon des critères variables (mérite, besoin, utilité, nombre, etc.). Il fonctionne dans une communauté politiquement soudée, mais se révèle inapplicable à l’échelle internationale, notamment pour la répartition des quotas d’émissions de GES, en raison de divergences entre États et de l’absence d’un pouvoir supranational. Nous pouvons donc établir une hiérarchie entre ces deux principes complémentaires : l’égalité de droit, qualifiée de "sacrée" (tendre à zéro émissions net), prime sur la distribution proportionnée des moyens, relevant de l’ordre du "profane". La justice véritable repose ainsi sur la reconnaissance de cette hiérarchie, garante d’un ordre juridique cohérent.

## Exemples d'actions juridiques en faveur du climat

### Afrique du Sud
En juin 2019, GroundWork, organisation d'Afrique australe, et Vukani, d'Afrique du Sud assignent en justice le gouvernement pour avoir « violé le droit » des citoyens à respirer un air sain dans le nord-est charbonnier du pays. Il s'agit de la région ou se trouvent mines de charbon et centrales à charbon et l'air y est extrêmement pollué. Les ONG accusent le gouvernement de ne pas avoir agi pour réduire cette pollution malgré un plan pour la gestion de l'air datant de 2012.

### Australie
En février 2019, un tribunal invoque l'accord de Paris et la Convention-cadre des Nations unies sur les changements climatiques pour refuser un projet minier.
En juillet 2020, une étudiante attaque le gouvernement en justice. Elle leur reproche de ne pas avoir divulgué aux investisseurs les risques des obligations souveraines du pays liés au réchauffement climatique alors que l'Australie est « matériellement exposée et sensible » à ces risques et que des feux de forêt intenses ont fait rage au début de 2020 pendant environ quatre mois dans une grande partie du pays, tuant 33 personnes et des millions d'animaux.

### Canada
ENvironnement JEUnesse (ENJEU) poursuit le gouvernement du Canada pour son inaction dans la lutte contre les changements climatiques: non seulement ses objectifs de réduction sont insuffisants mais il ne les respecte pas. La cour suprême doit d'abord statuer sur la recevabilité de la plainte,.

### Colombie
En janvier, 25 jeunes poursuivent le gouvernement colombien et réclament le droit à un environnement sain, dans l’affaire Demanda Generaciones Futuras c. Minambiente.
Une cour rejette la demande des jeunes plaignants qui font appel.
La Cour suprême colombienne tranche alors en faveur des plaignants en avril 2018. Non seulement elle ordonne au gouvernement de prendre des mesures pour réduire la déforestation et le changement climatique, mais elle déclare également que la forêt amazonienne est un « sujet de droit » qui a droit à « la protection, la conservation, l'entretien et la restauration ».

### États-Unis

#### Procès contre l'État fédéral
Le mouvement Juliana v. United States (en), parfois surnommé « Youth v. gov » (« La jeunesse contre les États-Unis ») poursuit en justice en 2015 le gouvernement américain pour inaction face au réchauffement climatique. En novembre 2016, la juge Ann Aiken acte que :

« En exerçant mon jugement raisonné, je ne doute pas que le droit à un système climatique sauvegardant la vie humaine est fondamental pour une société libre et ordonnée »

Le procès devait débuter le 29 octobre 2018 mais la Cour suprême a gelé la procédure en demandant que la cour d'appel des États-Unis pour le neuvième circuit statue sur la demande du gouvernement de déclarer le cas irrecevable. Cette demande reconnaît l'existence d'un réchauffement climatique lié aux activités humaines mais nie la responsabilité du gouvernement dans ce fait. Elle affirme qu'il n'existe pas de droit à un système climatique capable de sauvegarder la vie humaine.
Une cour d'appel fédérale pour le neuvième circuit entend les deux parties le 3 juin 2019.
Elle rejette la demande en janvier 2020. Bien que les jeunes plaignants « aient fait valoir de façon convaincante qu'une action est nécessaire, le changement climatique n'est pas un problème pour les tribunaux… À contrecœur, nous concluons qu'un tel recours est au-delà de notre pouvoir constitutionnel. », affirment les juges. L'avocate a annoncé qu'elle ferait appel de la décision, ce qui renverrait l'affaire devant le neuvième circuit pour réexamen et ce que l'on appelle une audience « en banc » devant tous les juges du tribunal.

#### Procès menés contre ou par des États des États-Unis
En Alaska : après un échec (le tribunal ayant rejeté en 2014 la plainte parce que pas assez précise concernant les reproches faits au gouvernement de l'Alaska), des enfants ont déposé une seconde plainte.
En janvier 2021, cinq États ont saisi la justice contre les géants du gaz et du pétrole.
L’État de New York attaque ExxonMobil car la société a trompé les investisseurs en affirmant qu'elle prenait en compte le risque climatique dans ses investissements alors qu'elle utilisait un prix de carbone inférieur (40 dollars) pour ses calculs internes au prix utilisé dans les déclarations publiques de la société (80 dollars),,,. Deux enquêtes du site InsideClimate et du Los Angeles Times, affirment que des chercheurs d’ExxonMobil, à la fin des années 1970 et 1980, avaient averti les dirigeants de l’entreprise de la menace que faisait peser le changement climatique sur les activités de la compagnie pétrolière. Mais celle-ci a alors choisi de mettre en doute la responsabilité humaine dans l’accélération du phénomène. Le mardi 10 décembre 2019, le juge à la Cour suprême de l’État de New York, Barry Ostrager, déclare ExxonMobil non coupable. Le juge ajoute que « rien dans ce jugement ne vise à exempter ExxonMobil de sa responsabilité de contributeur au changement climatique par le biais de l’émission de gaz à effet de serre dans la production de ses énergies fossiles ».
L’État du Massachusetts annonce des poursuites contre ExxonMobil pour s'être engagé dans des actes ou des pratiques injustes ou trompeuses dans ses efforts pour jeter le doute sur la science du climat.
L’État de Californie dépose le 15 septembre 2023 une plainte au civil auprès de la Cour supérieure de San Francisco contre Exxon Mobil, Shell, BP, ConocoPhillips et Chevron ainsi que l'American Petroleum Institute, accusés d'avoir tu ou largement minimisé les risques que présente l'exploitation des énergies fossiles pour l'environnement. Cette action a pour but de créer un fonds pour couvrir les futurs dommages causés dans cet État victime de feux de forêt, inondations et autres phénomènes extrêmes causés par le réchauffement planétaire.

#### Procès menés par des villes
En janvier 2021, au moins 21 villes ont saisi la justice.
Baltimore poursuit un groupe de compagnies pétrolières, incluant BP, Chevron, ExxonMobil et Royal Dutch Shell, arguant que les entreprises sont responsables de leur contribution au changement climatique et que la ville est particulièrement vulnérable à la montée du niveau de la mer qui en résulte.
Charleston, ville de Caroline du Sud construite sur une péninsule à la croisée de trois rivières et au bord de l'océan Atlantique, et ainsi fortement exposée à l'élévation du niveau de la mer, devient en septembre 2020 la première ville d'un État américain du Sud à porter plainte pour des dommages causés par le changement climatique : elle attaque 24 entreprises, dont ExxonMobil, Chevron, BP et Shell, les accusant de savoir depuis des décennies que leurs produits participent au changement du climat et d'avoir dissimulé cette information au public, voire de l'avoir niée. Charleston demande réparation aux entreprises qu'elle estime en grande partie responsables de sa situation, et entend ainsi financer les coûts de son adaptation au réchauffement, sans demander de montant précis.

### Grande-Bretagne
La cour d'appel déclare illégal le projet de troisième piste à l'aéroport d'Heathrow car l'accord de Paris n'est pas pris en compte et « les ministres n'ont pas suffisamment pris en compte les engagements du gouvernement pour lutter contre la crise climatique ».

### Nouvelle-Zélande
Ioane Teitiota, un homme de la nation Pacifique de Kiribati, qui est considérée comme l'un des pays les plus menacés par la montée du niveau de la mer, demande en 2013 une protection en Nouvelle-Zélande, affirmant que sa vie et celle de sa famille étaient en danger. L'île de Tarawa Sud voit sa population passer de 1 641 habitants en 1947 à 50 000 en 2010 en raison de l'élévation du niveau de la mer qui rend les autres îles inhabitables, ce qui entraîne des violences et des tensions sociales. De plus, il y a pénurie d'eau douce et des difficultés à faire pousser les cultures en raison de la salinité de la nappe phréatique. Kiribati pourrait devenir inhabitable dans 10 à 15 ans. Les tribunaux néo-zélandais ont rejeté la demande de protection de Teitiota. Le comité des droits de l'homme des Nations unies a confirmé la décision de la Nouvelle-Zélande au motif que le délai de 10 à 15 ans pourrait permettre à la République de Kiribati, avec l'aide de la communauté internationale, de prendre des mesures positives pour protéger et, si nécessaire, relocaliser sa population. Néanmoins, le comité « a reconnu que sans une action solide sur le climat à un moment donné dans l'avenir, il pourrait bien être interdit aux gouvernements, en vertu du droit international des droits de l'homme, d'envoyer des personnes dans des endroits où leur vie est en danger », a déclaré le professeur Jane McAdam, directrice du centre Kaldor pour le droit international des réfugiés à l'université de Nouvelle-Galles du Sud.

### Norvège
Des associations environnementales, Jeunesse et Nature et Greenpeace Norvège, portent plainte en novembre 2017 contre l'état qui a accordé de nouveaux permis d'extraction de pétrole et de gaz en Arctique. En janvier 2018, elles sont déboutées et 75 nouveaux permis d'explorations sont délivrés, dont 8 en mer de Barents. Les associations ont fait appel,.

### Pakistan
En 2015, un agriculteur poursuit son gouvernement pour avoir omis de mettre en œuvre sa politique climatique (votée en 2012). La justice pakistanaise tranche en faveur de l’agriculteur et ordonne aux ministères de renforcer leurs efforts pour lutter contre le changement climatique.

### Suisse

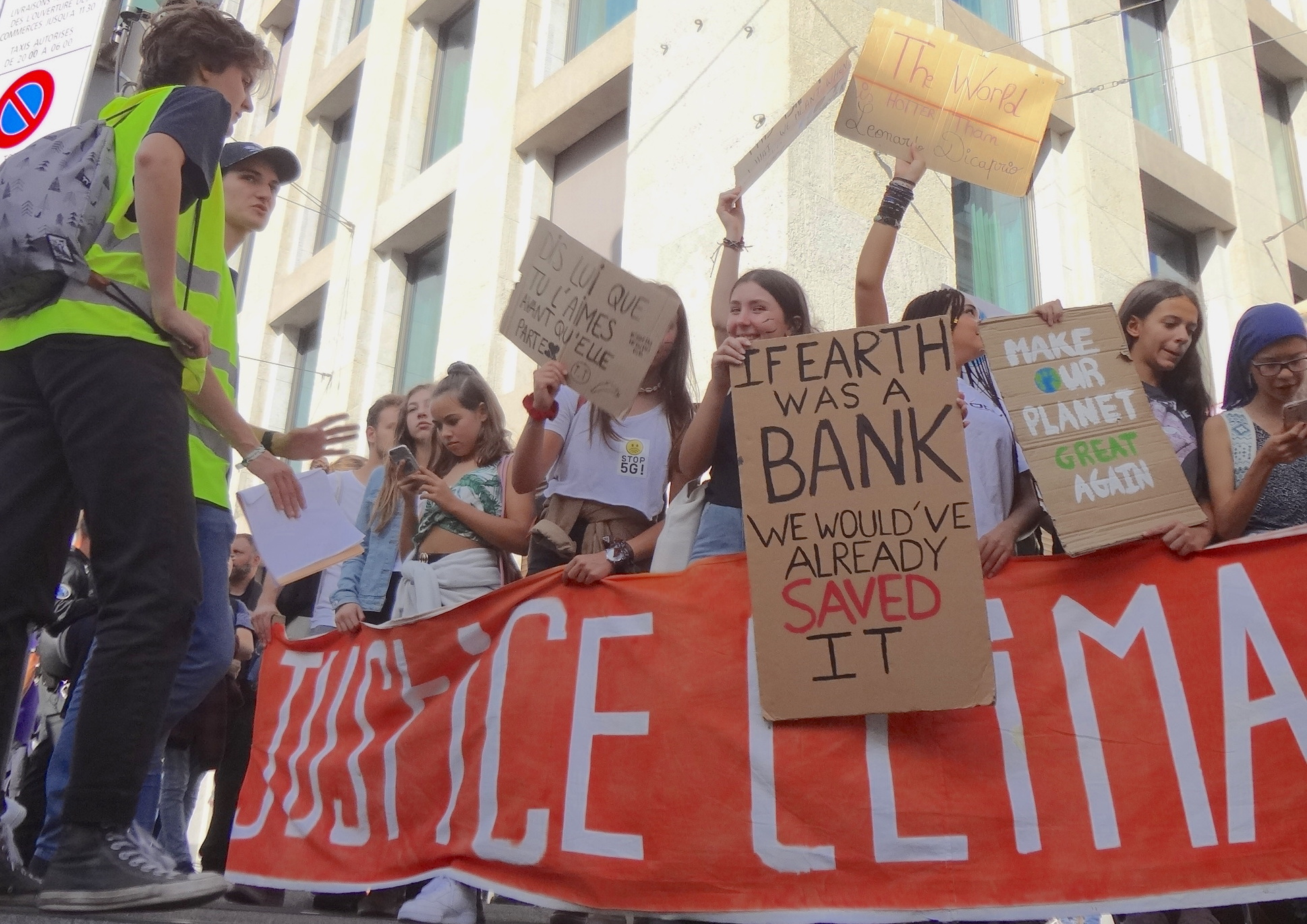
Le 14 octobre 2020, un tribunal genevois a acquitté un militant ayant apposé ses mains couvertes de peinture rouge lavable sur une banque pour dénoncer ses investissements dans les énergies fossiles.

#### Lausanne action climat
En novembre 2018, douze militants ont joué au tennis dans une succursale de la banque Crédit suisse à Lausanne, dans le but de dénoncer ses investissements dans les énergies fossiles (en faisant appel à Roger Federer, sponsorisé par la banque). En janvier 2020, le Tribunal de police de Lausanne a reconnu l'état de nécessité et les a acquittés. En septembre 2020, le Tribunal cantonal vaudois, reconnaissant l'urgence climatique mais voyant d'autres moyens d'agir, les a condamnés.

### Cour Internationale de Justice
Le 29 mars 2023, l'Assemblée Générale des Nations Unies adopte la résolution 77/276, demandant à la Cour internationale de justice (CIJ) de rendre un avis consultatif clarifiant les obligations légales des États en matière de réponse à la crise climatique et précisant les conséquences auxquelles les pays devraient faire face en cas de non-respect de ces obligations,. En juillet 2025, la CIJ rend son avis consultatif, concluant à l'unanimité que les États ont des obligations légales de lutter contre le réchauffement non seulement en vertu des conventions internationales sur le climat, mais aussi du droit international coutumier, de certains traités environnementaux connexes et du droit international relatif aux droits de l’homme. La CIJ conclut également à l'unanimité qu'un État manquant à ces obligations peut être obligé légalement à mettre fin à son comportement dommageable, à fournir des assurances de non-répétition d'un tel comportement, voire, dans certains cas, à offrir des réparations aux pays affectés par le réchauffement,.

### Cour européenne des droits de l'homme
En septembre 2020, six jeunes Portugais âgés de 8 à 21 ans ont porté plainte contre 33 pays – dont l’ensemble des États membres de l’Union européenne, le Royaume-Uni, la Norvège, la Turquie, la Russie et la Suisse – devant la Cour européenne des droits de l’homme (CEDH), pour « avoir échoué à faire leur part afin d’éviter une catastrophe climatique ». Ils estiment que les États visés, par leur inertie, portent atteinte à « leur droit à la vie », « leur droit au respect de leur vie privée et familiale » et « leur droit à ne pas être discriminés », et demandent à la CEDH de contraindre ces pays à prendre des mesures urgentes pour réduire davantage leurs émissions de gaz à effet de serre. Le Portugal a été particulièrement touché cette année par des records de températures et des incendies. C'est la première fois que la CEDH est saisie sur une question climatique,. Le 30 novembre 2020, la Cour a jugé l'affaire recevable et urgente,. Les États visés doivent répondre aux plaignants d'ici fin février 2021.
En juin 2022, cinq jeunes victimes du changement climatique d'Allemagne, de Belgique, de France, de Grèce et de Suisse portent plainte contre les états européens signataires du traité de la Charte sur l'Energie (TCE). Pour elles, ce traité est incompatible avec l'Accord de Paris et menace leur avenir en permettant aux multinationales des industries fossiles d'assigner les États devant un tribunal privé si elles jugent que les politiques publiques menacent leurs investissements.

### Union européenne
En 2019, la Cour de justice de l'Union européenne a statué en faveur des villes de Bruxelles, Madrid et Paris qui attaquaient la Commission européenne pour avoir autorisé des dépassements de la norme européenne d'émission de dioxyde d'azote des véhicules diesel « Euro 6 ».

#### Allemagne
En 2015, un agriculteur péruvien demande un dédommagement au groupe allemand RWE face aux menaces du dérèglement climatique. C'est la première fois que des dommages et intérêts liés à la crise climatique sont exigés par un particulier. En 2016, la plainte est rejetée par le tribunal d’Essen, jugeant la causalité trop complexe. En 2017, la Cour d’appel de Hamm estime au contraire que la responsabilité ne peut pas être exclue du seul fait qu’un grand nombre d’émetteurs contribuent au problème et que tous portent une part de responsabilité,.
Des agriculteurs attaquent le gouvernement car celui-ci a reconnu qu'il n'atteindrait pas ses objectifs de réduction des gaz à effet de serre pour 2020. La sécheresse de l'été 2018 est la pire depuis 1911 et représente un manque à gagner pour eux,. Le tribunal administratif doit statuer sur la recevabilité de la plainte.
En avril 2021, le Tribunal constitutionnel fédéral de Karlsruhe, saisi par quatre associations environnementales, oblige le gouvernement allemand à rehausser ses ambitions climatiques adoptés en décembre 2019, estimant que la législation n’est « pas conforme aux droits fondamentaux » des jeunes générations et qu'il n'est pas prévu « d’exigences suffisantes pour la réduction ultérieure des émissions à partir de l’année 2031 »,. Dans la foulée, le gouvernement avance son ambition de neutralité carbone de 2050 à 2045.

#### Belgique
L’ASBL Klimaatzaak (L'affaire climat) lance en 2014 un recours contre l'État belge ainsi que les trois régions pour les forcer à respecter ses engagements en matière de politique climatique. Une pétition sur le site a été signée par plus de 50 000 personnes. Le 17 juin 2021, l'État belge est reconnu coupable de « faute » par le Tribunal de première instance de Bruxelles, estimant qu'il viole le Code civil et la Convention européenne des droits de l'homme en ne se comportant pas avec suffisamment de prudence dans sa politique climatique.

#### France
En 2018, les associations Fondation pour la nature et l'homme, Greenpeace France, Notre affaire à tous et Oxfam France lancent une campagne visant à poursuivre en justice l'État français pour sa supposée « inaction » en matière de lutte contre le réchauffement climatique. Vingt-quatre heures après son lancement, la pétition liée à cette campagne a recueilli plus de 600 000 signatures. Le 10 janvier 2019, le nombre de signataires est estimé à plus de 2 millions. L'objectif des associations est de faire reconnaître la « carence fautive » de l'État en matière climatique et d'obtenir que le juge administratif lui enjoigne de prendre toutes les mesures utiles pour contenir le réchauffement climatique en deçà de 1,5 °C. Elles demandent également réparation à hauteur d'un euro symbolique pour le préjudice moral et écologique lié à la contribution de la France au réchauffement climatique et à ses conséquences.
La commune de Grande-Synthe, menacée par la montée des eaux, attaque l’État en justice en janvier 2019 avec le soutien des quatre ONG initiatrices de l’Affaire du siècle, ainsi que des villes de Paris et de Grenoble. Le 9 novembre 2020, le rapporteur public demande de vérifier que la trajectoire de réduction des émissions de gaz à effet de serre adoptée par le gouvernement permet bien de remplir les objectifs de réduction fixés pour la France aux niveaux national et européen. Le Conseil d’État donne le 19 novembre 2020 au gouvernement trois mois pour prouver qu’il respecte ses engagements climatiques, ce qui constitue une première en France,,.
Le 19 juin 2019, quatorze collectivités, Arcueil, Bayonne, Bègles, Bize-Minervois, Champneuville, Correns, Grande-Synthe, Est-ensemble Grand Paris, Grenoble, La Possession, Mouans-Sartoux, Nanterre, Sevran et Vitry-le-François, soutenues par les associations Notre affaire à tous, ZEA, Sherpa et les Eco Maires, mettent en demeure Total de respecter l'Accord de Paris. Elles s’appuient sur la loi sur le devoir de vigilance des plus grandes entreprises françaises (plus de 5 000 salariés sur le territoire). Elles doivent en effet identifier les risques que leurs activités font peser sur la santé, l'environnement ou les droits humains, et elles doivent prendre des actions adaptées.
En octobre 2019, les Amis de la Terre et Survie avec quatre associations ougandaises portent plainte contre Total et sa filiale Total Ouganda et leur demandent de prévenir les risques sociaux et environnementaux engendrés par le mégaprojet d’exploitation pétrolière Tilenga. Les paysans se sont vus interdire l’accès à leurs terres avant d’avoir reçu les compensations financières promises par Total Ouganda. Les juges considèrent le 30 janvier 2020 que le dossier ne relève pas de leur compétence mais de celle du tribunal de commerce,. 
Le 31 janvier 2020, le Conseil constitutionnel estime que « la protection de l’environnement justifie des atteintes à la liberté d’entreprendre ». Il justifie ainsi l’interdiction faite aux producteurs de pesticides français d’exporter vers des pays tiers des produits contenant des substances prohibées par l’Union européenne comme le prévoit la loi agriculture et alimentation (Egalim), donnant tort ainsi à l’Union de l’industrie de la protection des plantes (UIPP) dont sont membres Syngenta, Bayer et BASF.
Le 3 février 2021, dans le cadre de l'affaire du siècle, le tribunal administratif reconnaît que l'État n'a pas respecté ses engagements sur la réduction des gaz à effet de serre et a donc commis une « faute ». Les quatre associations reçoivent un euro symbolique pour préjudice moral. Les juges ordonnent également un supplément d'instruction de deux mois avant de se prononcer sur l'injonction à agir demandée.
Le Conseil d'État accorde neuf mois à la France (jusqu'au 31 mars 2022) pour « prendre toutes les mesures utiles » permettant l'atteinte de l’objectif de baisse de 40 % des émissions de gaz à effet de serre d’ici 2030. Un nouveau jalon est posé en juin 2024.
En juin 2023, plusieurs ONG, dont Notre Affaire à tous, Greenpeace et Oxfam, saisissent à nouveau la justice pour réclamer une astreinte financière de 1,1 milliard d'euros à l'État pour manquement à ses objectifs. Le 22 décembre 2023, le tribunal administratif de Paris reconnait « que l'État, conformément à l'injonction qui lui avait été faite, avait adopté ou mis en œuvre des mesures de nature à réparer le préjudice en cause » et déboute donc les ONG. Le Citepa évalue la baisse des émissions à 2,7 % en 2022 et à 4,3 % au premier semestre 2023.

#### Irlande
Les Amis de l'environnement irlandais (Friends of the Irish Environment, FIE) ont assigné le gouvernement en justice au motif que le Plan national d'atténuation, approuvé en 2017, constitue une violation du Climate Action and Low Carbon Development Act, voté en 2015, ainsi que de la Constitution de l'Irlande et de la Convention européenne des droits de l'homme. FIE reproche à l'État de ne pas avoir prévu d'étapes intermédiaires pour garantir la transition vers une économie bas carbone d'ici la moitié du siècle, et demande la réécriture d'un nouveau plan, plus ambitieux à court et moyen termes.
La Haute Cour s'est prononcée contre le FIE sur la base de la séparation des pouvoirs, estimant que le gouvernement doit disposer d'un large pouvoir discrétionnaire dans ce domaine.
Mais la Cour suprême a déterminé le 13 février 2019 que des circonstances exceptionnelles justifient un recours direct devant elle et que l'affaire soulève des questions d'importance publique et juridique, notant qu'il n'y a pas de différend entre la FIE et le gouvernement quant à la science du climat ou à la gravité des effets probables du changement climatique.
Le 31 juillet 2020, la Cour suprême annule le plan de lutte contre le réchauffement climatique à l'horizon 2050 présenté par le gouvernement en 2017 : dans sa décision, le magistrat Frank Clarke estime que le plan est « loin d'être aussi précis que ne l'exige la loi ». Il s'agit du troisième cas de justice climatique pour lequel une Cour suprême est saisie, après la Colombie et les Pays-Bas,.
Les experts du climat considèrent que le projet de loi climat présenté par le gouvernement irlandais à l'automne 2019 est insuffisant.

#### Pays-Bas

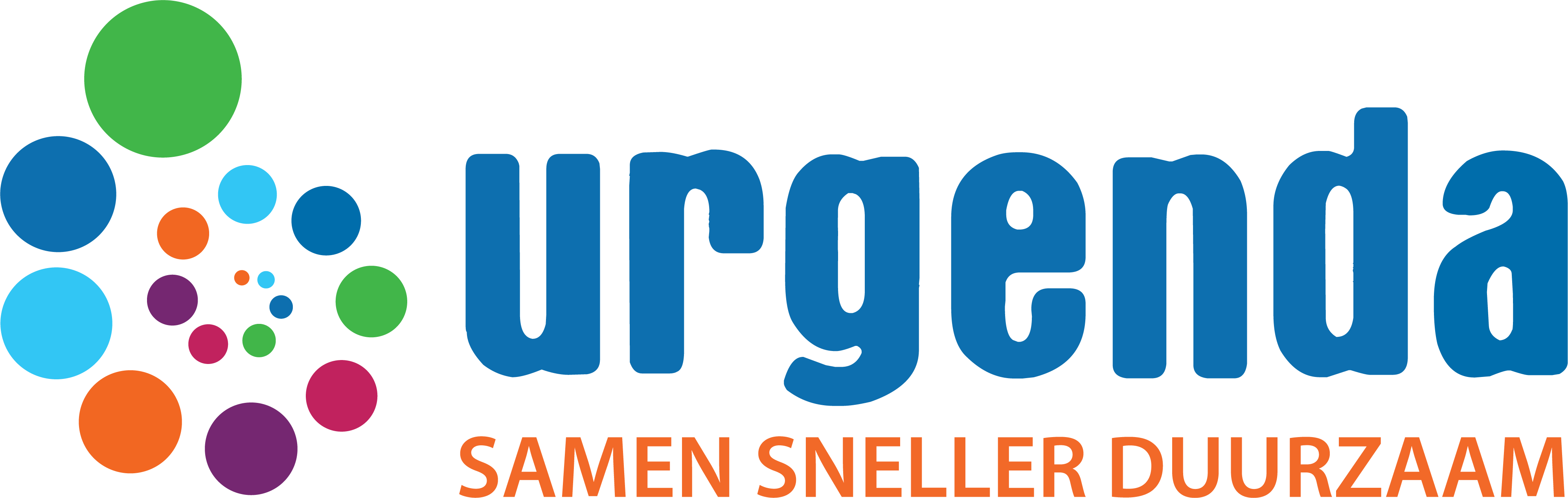
Logo de la Fondation Urgenda.

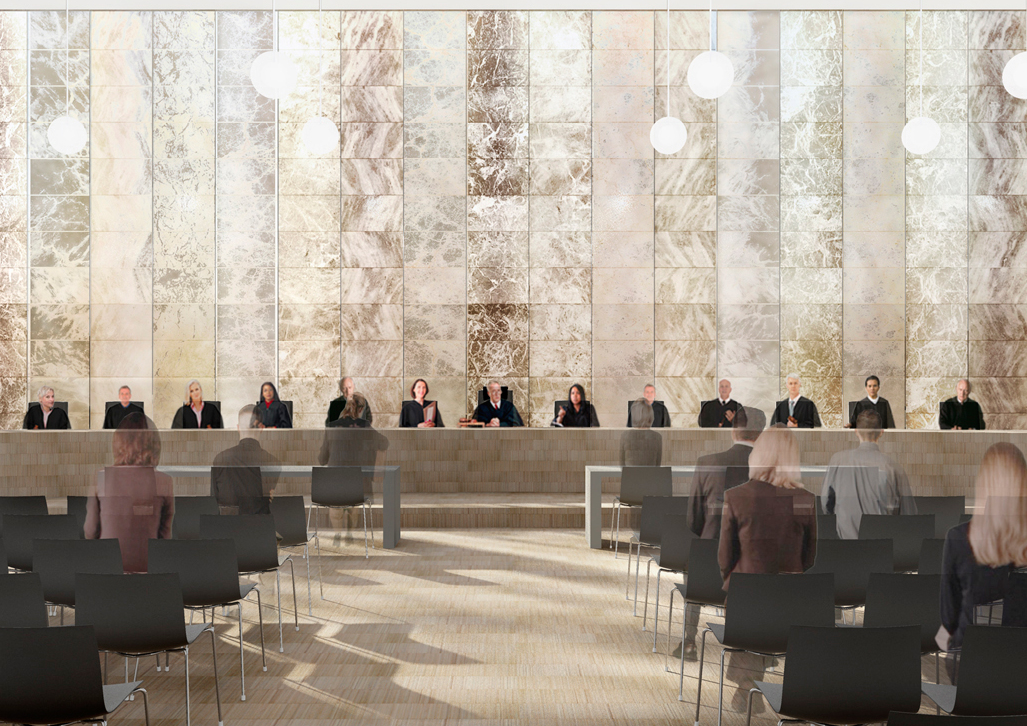
En 2019, la Cour suprême des Pays-Bas juge que le gouvernement doit réduire les émissions gaz à effet de serre car le dérèglement climatique menace la santé humaine.

En 2012, l'avocat néerlandais Roger Cox lance l'idée d'une intervention judiciaire pour forcer l'action contre le changement climatique. En 2013, la Fondation Urgenda, avec 900 co-plaignants, intente un procès contre le gouvernement des Pays-Bas « pour ne pas avoir pris des mesures suffisantes pour réduire les émissions de gaz à effet de serre qui sont à l'origine de changements climatiques dangereux ». Le gouvernement néerlandais est l'un des premiers dans l'Union européenne à s'engager à atteindre la neutralité carbone d'ici 2050.
Le 24 juin 2015, le tribunal de district de La Haye statue que le gouvernement des Pays-Bas devait faire davantage pour réduire les émissions de gaz à effet de serre afin de protéger ses citoyens des changements climatiques. Cette décision est décrite comme un « jugement établissant un précédent » et comme « le premier procès en responsabilité climatique » au monde.
Le 9 octobre 2018, la cour d'appel de La Haye confirme le jugement de 2015. Le Monde évoque alors « une décision sans précédent en matière de justice climatique ». Selon James Thornton, directeur de Client Earth, « le plus remarquable est que cette décision repose essentiellement sur la science établie et sur le principe ancien du devoir de diligence d'un gouvernement. Ce raisonnement est applicable dans tout système juridique et sera certainement utilisé par les tribunaux d'autres pays ». En 2018, les émissions nationales des Pays-Bas ne sont inférieures que de 15 % par rapport à 1990, d'après un rapport de l'Agence de l'environnement néerlandaise. La décision intervient au lendemain de la parution du rapport spécial du GIEC sur la nécessité d’agir d’urgence en matière de climat.
Le 20 décembre 2019, la Cour suprême des Pays-Bas rend un jugement définitif confirmant que le gouvernement doit réduire les émissions de dioxyde de carbone de 25 % d'ici fin 2020 par rapport aux niveaux de 1990, au motif que le dérèglement climatique présente un risque pour la santé humaine,,. La Cour suprême fonde sa décision sur la Convention-cadre des Nations unies sur les changements climatiques et sur la Convention européenne des droits de l'homme (CEDH) qui impose aux États parties de protéger la vie et le bien-être de leurs citoyens. Selon David R. Boy, rapporteur spécial des Nations unies sur les droits de l'homme et l'environnement, « il s'agit de la décision judiciaire la plus importante au monde en matière de changements climatiques à ce jour, confirmant que les droits de l'homme sont menacés par l'urgence climatique et que les nations riches sont légalement tenues de réaliser des réductions d'émissions rapides et substantielles ». La décision intervient dix jours après que le gouvernement des Pays-Bas a adopté une loi interdisant l’utilisation du charbon pour la production d’électricité.
Alors que l’État néerlandais aurait dû prendre, le 1er avril 2020, de nouvelles mesures pour réduire ses émissions de CO2 de 25 % d’ici la fin de l’année, en conformité avec la décision de la Cour suprême, Eric Wiebes, ministre des Affaires économiques et du Climat, déclare qu'« il y a maintenant d’autres priorités » en raison de la pandémie de Covid-19. Le média Contexte estime alors que cette expression publique, « portée par un officiel d’un des pays pionniers de la neutralité climatique, par ailleurs concitoyen du vice-président à la Commission européenne Frans Timmermans, chargé du « Green Deal » », « est la plus spectaculaire du rebattage des cartes climatiques en cours dans l’Union européenne », « alors que plusieurs pays traditionnellement hostiles à la lutte contre le changement climatique se sont déjà récemment exprimés en ce sens ». Entre la décision de la Cour suprême de 2019 et janvier 2021, l'État néerlandais a appliqué 30 des 54 mesures du plan sur cinq ans établi par plusieurs centaines d'organisations qui se sont jointes à Urgenda, visant à réduire les émissions de gaz à effet de serre des Pays-Bas.
En septembre 2020, la Chambre des représentants a adopté une motion de la CDA, du VVD, du PVV et du SGP, demandant au gouvernement d’étudier comment les Pays-Bas peuvent encourager les entreprises à investir à nouveau dans l’énergie nucléaire pour lutter contre le réchauffement climatique.

## Procédure
L'organisation non gouvernementale internationale Greenpeace a publié un guide expliquant comment porter plainte contre un gouvernement ou une entreprise. Intitulé Holding your Government Accountable for Climate Change: A People’s Guide, il liste quatre étapes essentielles :
1. Documenter le dommage causé en s'appuyant sur la littérature scientifique et les rapports officiels.
2. Identifier quel article de loi a été violé, par exemple des garanties constitutionnelles de protection environnementale.
3. Motiver son intérêt à agir en montrant en quoi cela nous concerne (pour que la plainte soit recevable).
4. Établir un lien de causalité entre le préjudice subi et les mesures prises (ou non) par l'État pour l'éviter.

## Budget carbone
À la suite de la mobilisation de la jeunesse pour le climat, Carbon Brief, relayé par The Guardian, publie une étude dont la méthodologie a été proposée par Dr Ben Caldecott : en posant comme budget carbone restant la quantité de carbone autorisée pour limiter la hausse de température à 2 degrés ou 1.5 degrés à l'horizon 2100, l'étude calcule le budget carbone au cours de la vie d'une personne suivant son année de naissance. L'étude met ainsi en évidence le fait qu'un enfant d'aujourd'hui aura un budget carbone 90 % plus bas qu'une personne née en 1950.
Une étude parue dans Nature détermine que le mode de vie des super-riches émet beaucoup de carbone. Ainsi 0.5 % les plus riches de la population mondiale émettent 4 milliards de tCO2e par année, soit 14 % de la portion des émissions reliée au mode de vie, contre 10 % des émissions pour les 50 % les plus pauvres. Les amener à renoncer au jets privés par exemple serait plus efficace et juste que d'augmenter les taxes environnementales, ce qui ne toucherait que les moins aisés. Taxer les gros héritages, représentant 189 milliards de dollars d’héritage en 2017 pour 44 héritiers, permettrait également de dégager des fonds pour lutter contre la crise climatique,.
Depuis la convention onusienne de 1992, les textes reconnaissent le principe des « responsabilités communes mais différenciées » des pays en fonction de leur responsabilité historique dans le changement climatique et de leur niveau de richesse. Néanmoins depuis la COP15, on ne parle plus d'un budget carbone à répartir équitablement entre les pays mais on accepte les contributions volontaires des états tout en fixant un objectif commun. Cette approche est considérée comme plus pragmatique et l'accord de Paris poursuit cette tendance.

## Réactions

### Australie
Le Premier ministre d'Australie déclare qu'il souhaite légiférer contre les protestataires organisant des « actions de boycott secondaire », qui visent à pousser les entreprises à ne pas conclure d'accord avec l'industrie minière. « Nous travaillons pour identifier les mécanismes qui permettront de rendre illégales ces pratiques », a-t-il déclaré.

### Pays-Bas
Uniper menace de poursuivre le gouvernement néerlandais en se basant sur le Traité de la Charte sur l'énergie pour son plan d'élimination progressive du charbon d'ici 2030 qui obligera la compagnie à fermer la centrale au charbon Maasvlakte 3, moins de 15 ans après son ouverture, ou à la convertir pour qu'elle fonctionne avec un autre combustible,.

### Slovénie
Ascent Resources, une entreprise du Royaume-Uni de gaz de schiste utilise le Traité de la Charte sur l'énergie pour poursuivre le gouvernement slovène en alléguant que les politiques écologiques du gouvernement nuisent injustement à la valeur de ses actifs,.

## Juste répartition des efforts entre les États en matière de réduction des émissions de gaz à effet de serre
En matière de lutte contre le changement climatique, se pose la question de la responsabilité des États. Les pays émergents n'avaient pas d'engagement quantifié de réduction de leurs émissions dans le protocole de Kyoto (1997), la raison étant la responsabilité historique - la révolution industrielle - des pays développés dans l'apparition du phénomène. Avec l'accord de Paris sur le climat de 2015, on pensait que l'enjeu serait d'étendre aux pays émergents, et d'abord à la Chine et à l'Inde, les engagements contraignants acceptés à Kyoto en 1997 par les pays développés. C'est exactement l'inverse qui s'est produit : sous l'impulsion du gouvernement américain, qui aura dominé de bout en bout et jusqu'à la dernière minute ce cycle de négociations (dont l'Union européenne a été cruellement absente), tous les pays se trouvent désormais de fait hors de l'annexe I du protocole de Kyoto, libérés de toute contrainte juridique quant à la nature de leurs engagements dans la lutte contre le changement climatique, qui se résument à des contributions volontaires qu'ils déterminent seuls et sans référence à un objectif commun. Or, depuis le milieu des années 1990, l'écart ne cesse de se creuser entre les émissions de production et les émissions de consommation : les émissions des industries les plus polluantes se sont déplacées vers les pays émergents, mais reviennent aux pays développés sous la forme de produits manufacturés, l'effet net sur le climat étant négatif (les émissions mondiales ont progressé d'environ 60 % depuis 1990). Puisque les exportations de produits carbonés rapportent du revenu aux pays « émetteurs », il n'y aurait pas de raison que ces émissions importées soient intégralement attribuées aux pays consommateurs, critère discutable du point de vue de la justice climatique. Le résultat est qu'un pays comme la France qui a des émissions territoriales relativement faibles est régulièrement attaqué par les activistes pour inaction climatique, alors que la moitié de son empreinte carbone provient des importations, notamment de Chine, qui a des émissions territoriales autrement importantes.